# Ommatophora fulvastra
Ommatophora fulvastra är en fjärilsart som beskrevs av Achille Guenée 1852. Ommatophora fulvastra ingår i släktet Ommatophora och familjen nattflyn. Inga underarter finns listade i Catalogue of Life.